# Castellar Guidobono
Castellar Guidobono är en ort och kommun i provinsen Alessandria i regionen Piemonte i Italien. Kommunen hade 398 invånare (2018).